# 凯蒂·阿奇博尔德
凯蒂·阿奇博尔德，MBE（1994年3月12日—）是一名英国女子自行车运动员，代表英国和苏格兰参赛。凯蒂在正式练习自行车前曾接触过游泳。她的父亲伊恩曾是一名田径选手，哥哥约翰同样也是一名自行车运动员。